# Республіка Жуліана
Республіка Жуліана (порт. República Juliana) — самопроголошена держава, що існувала на території бразильської провінції Санта-Катаріна з 24 липня по 15 листопада 1839.

## Історія
Республіка Жуліана була проголошена під час війни Фаррапус 24 липня 1839 року, коли повсталі, за підтримки Джузеппе Гарібальді, захопили Лагуну і перейменували його в Жуліану. Одночасно у сусідній провінції було проголошено Ріограндійську республіку. Але взяти столицю провінції Санта-Катаріна, місто Дештерру (нині Флоріанополіс), повстанцям не вдалося, так як їх флот був розгромлений імперським флотом на річці Массіамбу.
Нова республіка не проіснувала і чотирьох місяців: вже в листопаді імперським військам вдалося повернути Лагуну під свій контроль і витіснити повстанців з території Санта-Катаріни.